# Marie Lambert (femme politique)
Pour les articles homonymes, voir Marie Lambert et Lambert.
Marie Lambert (de son nom de naissance Marie-Yvonne Perrot), née le 26 octobre 1913 à Landerneau (Finistère) et morte le 22 janvier 1981 au Kremlin-Bicêtre (Val-de-Marne), est une femme politique française. Membre du Parti communiste français, elle est députée du Finistère de 1948 à 1951.

## Biographie

### Jeunesse et résistance
Issue d'une famille d'agriculteurs, Marie-Yvonne Perrot est la fille d'Yves Perrot et de Marie Frigent.
Alors qu'elle est employée de la Poste, elle s'engage dans les Francs-tireurs et partisans et accède au grade de sous-lieutenant. Elle adhère au Parti communiste français (PCF) en 1943.

### Députée
Après la Libération, Marie Lambert devient secrétaire fédérale du PCF pour le Finistère puis, au printemps 1945, elle est élue conseillère municipale de Landerneau, sa ville natale.
Elle se présente aux élections législatives de juin 1946 pour la seconde Assemblée nationale constituante et figure en quatrième position sur la liste du PCF conduite dans le Finistère par le journaliste Pierre Hervé, mais la liste n'obtient que deux élus avec 27,8 % des voix .
Elle doit à la démission de Pierre Hervé, en désaccord avec la ligne politique du Parti, de faire son entrée au mois de juin 1948 à l'Assemblée nationale. Durant son mandat, elle siège dans plusieurs commissions : reconstruction et dommages de guerre ; agriculture. 
En 1948 et au début 1949, elle occupe de manière transitoire la fonction de première secrétaire fédérale du Finistère, mais est écartée, tout comme 24 membres de la direction fédérale, lors de la XIIe conférence fédérale de février 1949 présidée par Jeannette Vermeersch, et remplacée par Daniel Trellu alors qu'on lui reproche la trop grande importance accordée à la question de la laïcité sous l’impulsion de Pierre Hervé. 
Le 14 avril 1950, elle participe à une manifestation des femmes de l’Union des femmes françaises contre la guerre d'Indochine, à la mairie de Brest. Des heurts ont lieu avec la police, au cours desquels la députée est tabassée et arrêtée. L'autre député communiste du Finistère, Alain Signor, est aussi emprisonné pour avoir manifesté,. Le 17 avril 1950, une manifestation de protestation de 5 000 personnes fut vivement réprimée provoquant la mort de l’ouvrier Édouard Mazé, frère du conseiller municipal PCF Pierre Mazé. Libérés, Marie Lambert et Alain Signor sont condamnés à cinq et à six mois de prison avec sursis.

### Journalisme
Marie Lambert se représente aux élections législatives du 17 juin 1951 et subit le recul de la liste communiste conduite par Alain Signor qui recueille 78 541 voix sur 375 012 suffrages exprimés, soit 20,9% contre 27,8 % en 1946.
Elle divorce la même année de l'officier d'infanterie dont elle était l'épouse et quitte la direction fédérale en janvier 1953 pour se consacrer au journalisme, travaillant pour plusieurs journaux de la presse communiste française : successivement rédactrice au service de politique étrangère de L'Humanité puis au service politique de l'hebdomadaire France Nouvelle. Elle prend ensuite la direction du journal Femmes françaises.
Lorsqu'est déclenchée l’insurrection en Algérie, le 1er novembre 1954, L’Humanité la dépêche sur place et c'est grâce à elle que le mot « guerre » est imprimé par ce journal dès le 3 novembre 1954. Dans la foulée, lors d'une prise de parole le 5 novembre, pour célébrer l’anniversaire de la révolution d’Octobre, Jacques Duclos prononce le mot « indépendance ».
Le 8 novembre 1954, L’Humanité publie sous le titre « Des tortures dignes de la Gestapo », son reportage dans lequel elle relate : « Les arrestations se poursuivent en Algérie et de nombreuses personnes à des sévices innommables dans les locaux de la police [...] la bastonnade, le lavage d’estomac à l’aide d’un tuyau enfoncé dans la bouche et le courant électrique », scènes lui rappelant les tortures qu’avaient subies son premier mari en 1943. Elle participe en 1955 au premier voyage de journaliste à Hanoï.

### Famille et vie privée
Elle se marie en premières noces le 9 novembre 1931 avec Henri Lambert ; ils divorcent en décembre 1951.
En secondes noces, elle épouse, le 30 juillet 1970 à Ivry-sur-Seine, Georges Gosnat, député communiste.

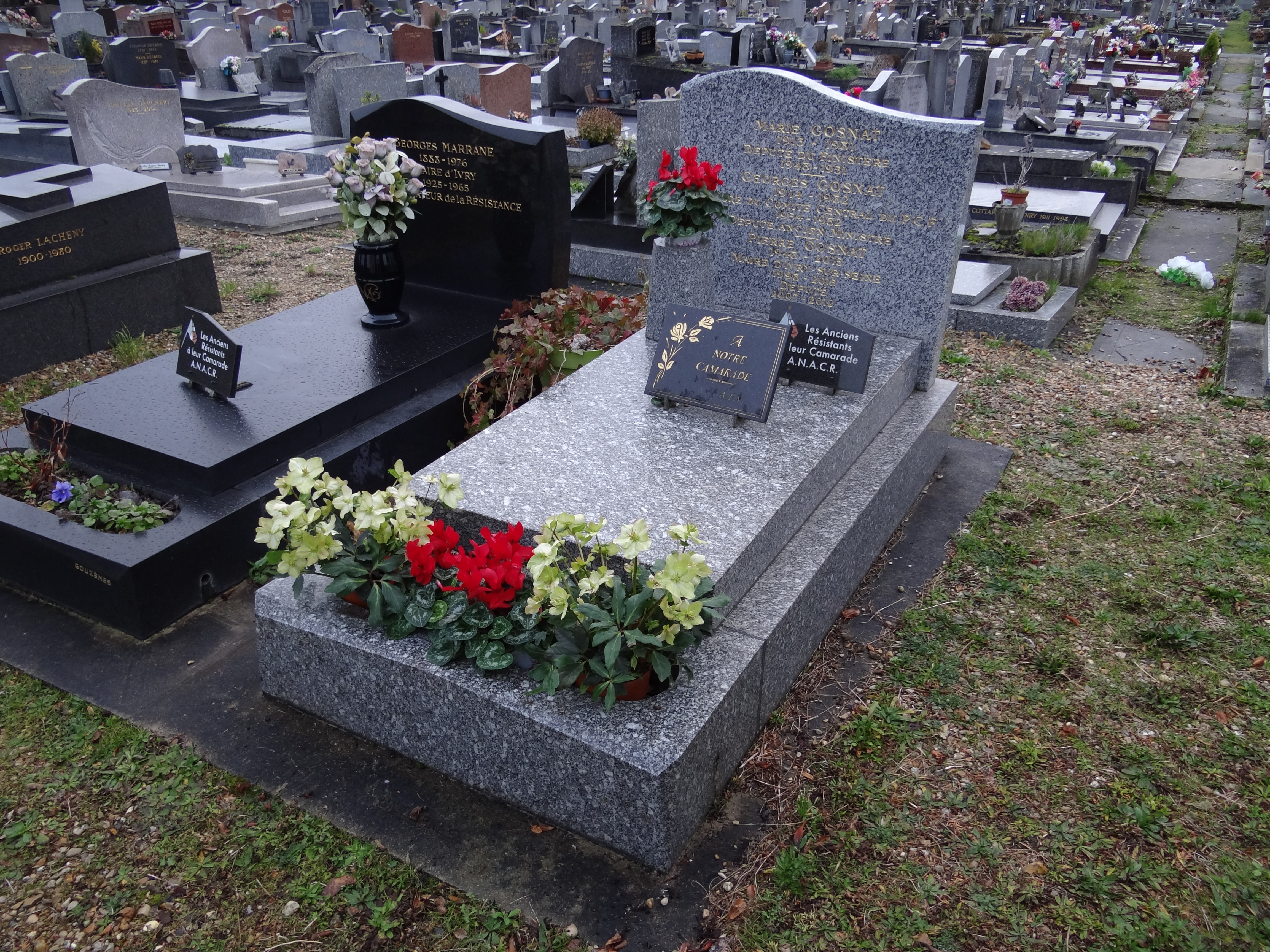
La tombe de Marie Lambert au cimetière nouveau d'Ivry-sur-Seine (Val-de-Marne).

Elle est inhumée au nouveau cimetière d'Ivry-sur-Seine dit cimetière Monmousseau.

## Décoration
- Médaille de la Résistance française (24 avril 1946)[10]

## Mandats

### Mandat parlementaire
- 15 juillet 1948 - 4 juillet 1951 : Députée du Finistère

### Mandat local
- Conseillère municipale de Landerneau